# Джессіка Ґреґґ
Джессіка Ґреґґ (англ. Jessica Gregg; нар. 16 березня 1988, Едмонтон, Альберта, Канада) — канадська ковзанярка, спеціалізується на шорт-треку, срібна призерка олімпійських ігор 2010 року в естафеті, призер чемпіонатів світу з шорт-треку.

## Життєпис
Народилася у спортивній сім'ї. Мати Джесіки займалася ковзанярським спортом, батько грав у хокей з шайбою, брат — Джеймі Ґреґґ, ковзаняр, учасник олімпіади у Ванкувері.

## Спортивна кар'єра
У 2009 році Джессіка Ґреґґ виграла свою першу гонку на етапах кубка світу. Вона брала участь в чемпіонатах світу 2008, 2009 та 2010 років, де тричі ставала призером в естафеті, а також стала бронзовим призером у перегонах на 500 м (2009). Джессіка Ґреґґ пропустила другу половину сезону 2010—2011 та весь сезон 2011—2012.
У 2012—2013 році Джессіка Ґреґґ повернулася в національну команду, була призером та переможцем етапів кубка світу.
На олімпійських іграх Джессіка Ґреґґ дебютувала у 2010 році та стала срібною призеркою в естафеті 3000 м (Джессіка Ґреґґ, Таня Вісан, Калина Роберж, Маріан Сен-Желе), четвертою в забізі на 500 м та шостою на 1000 м.
4 лютого 2016 року Джессіка Ґреґґ оголосила про завершення спортивної кар'єри.